# Western Stars
Western Stars er det nittende studiealbum af Bruce Springsteen udgivet den 14. juni 2019 af Columbia Records. 

## Trackliste
Alle sange er skrevet og komponeret af af Bruce Springsteen.
| #   | Titel                          | Længde |
| --- | ------------------------------ | ------ |
| 1.  | "Hitch Hikin'"                 | 3:37   |
| 2.  | "The Wayfarer"                 | 4:18   |
| 3.  | "Tucson Train"                 | 3:31   |
| 4.  | "Western Stars"                | 4:41   |
| 5.  | "Sleepy Joe's Café"            | 3:14   |
| 6.  | "Drive Fast (The Stuntman)"    | 4:16   |
| 7.  | "Chasin' Wild Horses"          | 5:03   |
| 8.  | "Sundown"                      | 3:17   |
| 9.  | "Somewhere North of Nashville" | 1:52   |
| 10. | "Stones"                       | 4:44   |
| 11. | "There Goes My Miracle"        | 4:05   |
| 12. | "Hello Sunshine"               | 3:56   |
| 13. | "Moonlight Motel"              | 4:16   |